# Альфред Вернер
А́льфред Ве́рнер (нім. Alfred Werner; 12 грудня 1866, Мюлуз — 15 листопада 1919, Цюрих) — швейцарський хімік, створив координаційну теорію, яка лягла в основу хімії комплексних сполук, лауреат Нобелівської премії з хімії (1913).

## Біографія
Швейцарський хімік Альфред Вернер народився в м. Мюлуз, розташованому у французькій провінції Ельзас. Він був останнім з чотирьох дітей токаря Жана Адама Вернера і Соломії Жанетт (Теше) Вернер. Сім'я залишилася жити в Мюлузі, коли в 1871 році, після франко-пруської війни, Ельзас став частиною Німецької імперії, проте Вернери продовжували вважати себе французами. Хлопчика віддали на навчання в католицьку школу, де він звернув на себе увагу завдяки таким рисам характеру, як незвичайна самовпевненість і прагнення до незалежності. З 1878 по 1885 рік він вивчав хімію в технічному училищі. Проходячи протягом року військову службу в німецькій армії, Вернер відвідував лекції з органічної хімії в Технічному університеті в Карлсруе.
Відслуживши військову службу, Вернер вступив до Федеральної вищої технічної школи в Цюриху, де в 1889 році здобув диплом хіміка-технолога, а наступного року — докторський ступінь. Попри те, що в школі він не дуже добре встигав з математики, в хімії він був надзвичайно талановитий. Його докторська дисертація стосувалася просторового розташування атомів в азотовмісних сполуках.
Провівши рік у Парижі, де він вивчав термохімію під керівництвом Марселена Бертло, Вернер у 1892 році повернувся до Цюриха і почав читати лекції з органічної хімії у Федеральній вищій технічній школі. Наступного року він став там ад'юнкт-професором і керівником хімічної лабораторії. У 1895 році Вернер обирається професором органічної хімії. Лекції з цього предмету він почав читати з 1902 року.
У Вернера за час його роботи було понад 200 докторантів, серед яких він зажив слави вимогливого наставника. Будучи товариською людиною, із задоволенням грав у більярд, шахи, карти, проводив осінні канікули в Альпах. Незабаром після того, як ученому була присуджена Нобелівська премія, у нього виявили атеросклероз мозку. Він вийшов у відставку й за місяць, 15 листопада 1919 року, помер у 52-річному віці.

## Родина
У 1894 році, коли Вернер став громадянином Швейцарії, він одружився з Еммою Вільгельміною Гіскер. У них народилися син і дочка.

## Наукова діяльність

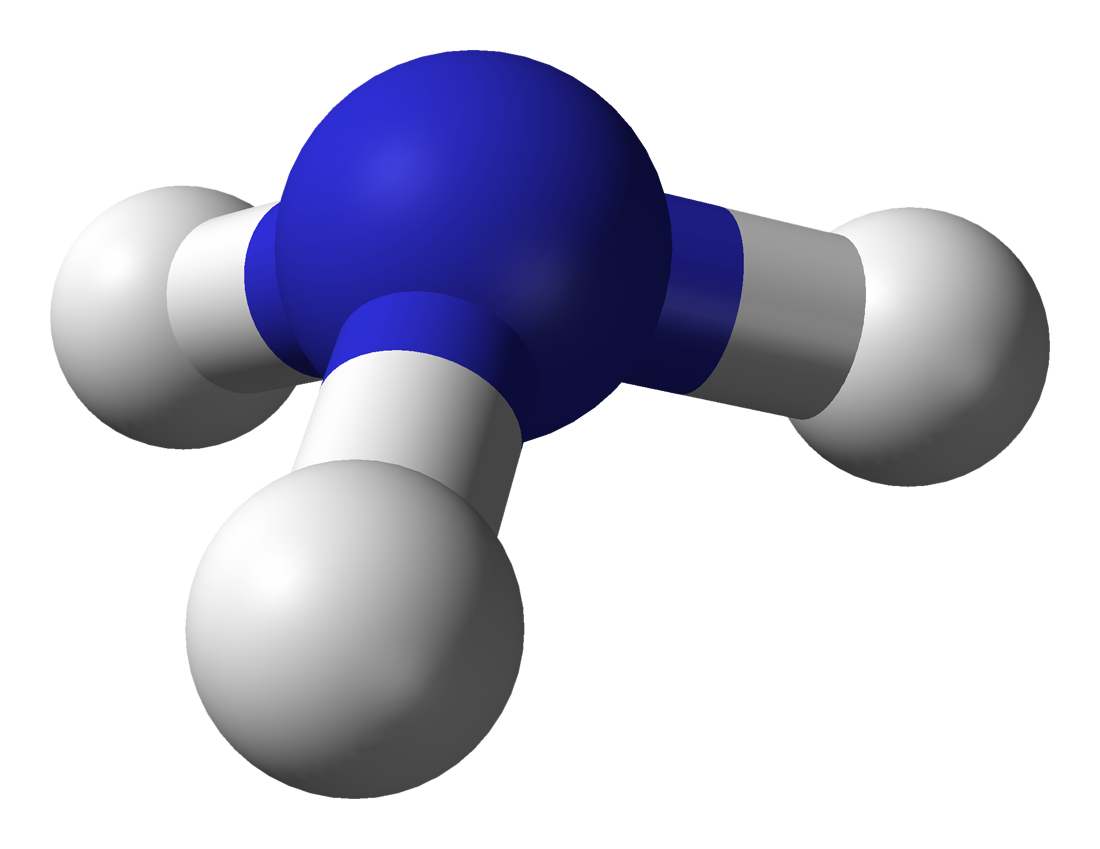
Об'ємна модель молекули аміаку.

У 1874 році Жозеф Ашіль Ле Бель і Якоб Вант-Гофф довели, що коли атом Карбону пов'язаний з іншими атомами, навколо нього виникає тетраедр. Було відомо, що Нітроген, як правило, утворює три зв'язки. Наприклад, в молекулі аміаку атом Нітрогену розташований у вершині тригранної піраміди, а в кутах її заснування знаходяться три атоми Гідрогену. Вернер і його науковий керівник Артур Ганч довели, що атом Нітрогену також може бути зв'язаним тетраедрично.
Уявлення про можливість існування «додаткових валентностей», що зародилися при вивченні четвертинних амінів, Вернер застосовує і до так званих «комплексних сполук». У статті «До теорії спорідненості і валентності», опублікованої в 1891 році, Вернер визначає спорідненість як «силу, що виходить з центру атома і рівномірно поширюється на всіх напрямках, геометричний вираз якої є не визначеним числом основних напрямків, а сферичною поверхнею». Через два роки після в статті «Про будову неорганічних сполук» Вернер висунув координаційну теорію, згідно з якою в неорганічних молекулярних сполуках центральне ядро складають комплексоутворюючі атоми. Навколо цих центральних атомів розташоване у формі простого геометричного поліедра певне число інших атомів або молекул. Число атомів, згрупованих навколо центрального ядра, Вернер назвав координаційним числом. Він вважав, що при координаційному зв'язку існує загальна пара електронів, яку одна молекула або атом віддає іншій. Оскільки Вернер припустив існування сполук, які ніхто ніколи не спостерігав і не синтезував, його теорія викликала недовіру з боку багатьох відомих хіміків, які вважали, що вона без всякої необхідності ускладнює уявлення про хімічну структуру і зв'язки. Тому протягом наступних двох десятиліть Вернер і його співробітники створювали нові координаційні сполуки, існування яких передбачалося його теорією. У числі створених ними сполук були молекули, які виявляють оптичну активність, тобто здатність відхиляти поляризоване світло, але не містять атомів вуглецю, які, як вважали, були необхідні для оптичної активності молекул. У 1911 році здійснення Вернером синтезу більш ніж 40 оптично активних молекул, що не містять атомів Карбону, переконало хімічне співтовариство в справедливості його теорії.

## Нагороди
У 1913 році Вернеру була присуджена Нобелівська премія з хімії «на знак визнання його робіт про природу зв'язків атомів у молекулах, які дозволили по-новому поглянути на результати раніше проведених досліджень і відкривали нові можливості для науково-дослідної роботи, особливо в галузі неорганічної хімії». За словами Теодора Нордстрема, який представляв його від імені Шведської королівської академії наук, робота Вернера «дала імпульс розвитку неорганічної хімії», стимулювавши відродження інтересу до цієї області після того, як вона якийсь час перебувала в забутті.
Крім Нобелівської премії, Вернер був нагороджений медаллю Леблана Французького хімічного товариства. Він був почесним професором Женевського університету, членом Британського хімічного товариства, Геттінгенської академії наук і багатьох інших наукових товариств.